# Famille Nádasdy
Nádasdy de Nádasd et Fogarasföld (nádasdi és fogarasföldi Nádasdy en hongrois) est le patronyme d'une famille de magnats hongrois remontant au règne de Béla IV de Hongrie au XIIIe siècle. 

## Membres notables
- baron Tamás Nádasdy (1498–1562), ban de Croatie, főispán, Palatin de Hongrie.
- baron puis comte Ferenc I Nádasdy (1555–1604), Grand-général (hadvezér), főispán.
- comte Ferenc II Nádasdy (1625–1671), Juge du Royaume, grand mécène et opposant aux Habsbourgs.
- comte Ferenc III Nádasdy (1708–1783), Generalfeldmarschall autrichien et ban de Croatie.
- comte Lipót Nádasdy (hu) (1802–1873), véritable conseiller privé, főispán.
- Lajos Nádasdy (hu) (1913–2014), scientifique, historien, professeur et pasteur hongrois.

## galerie

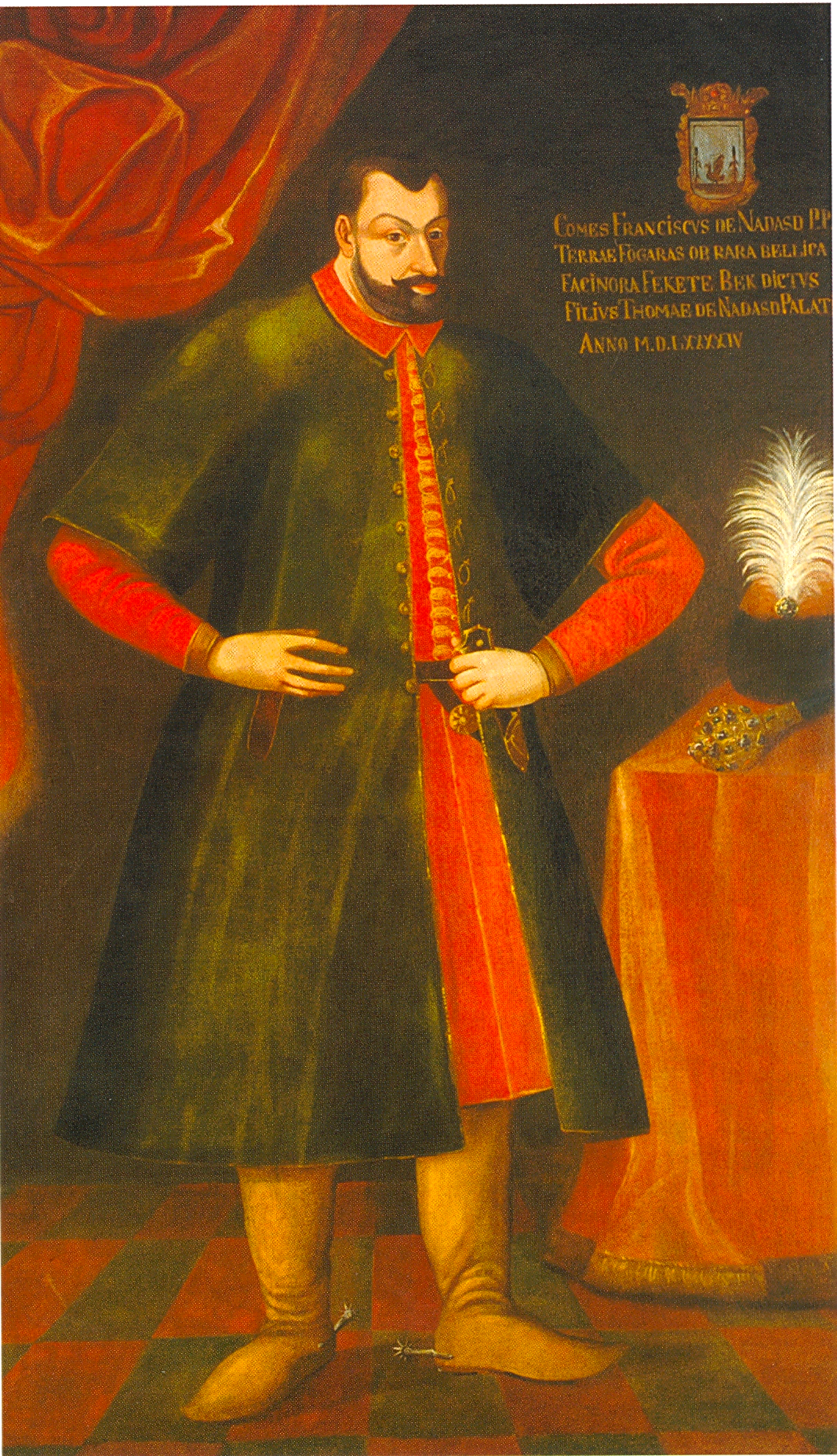
Général Ferenc I Nádasdy
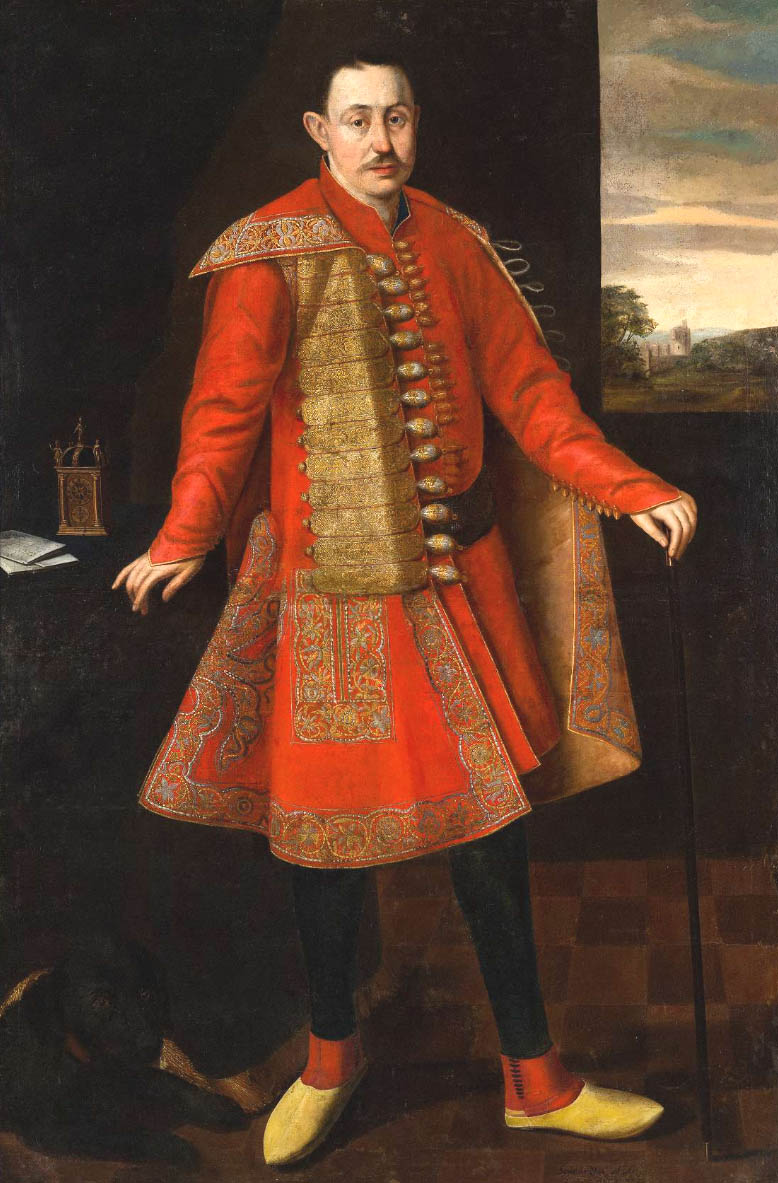
Ferenc II Nádasdy
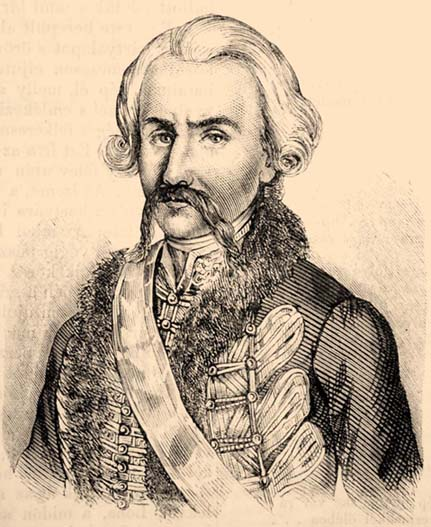
Ferenc III Nádasdy
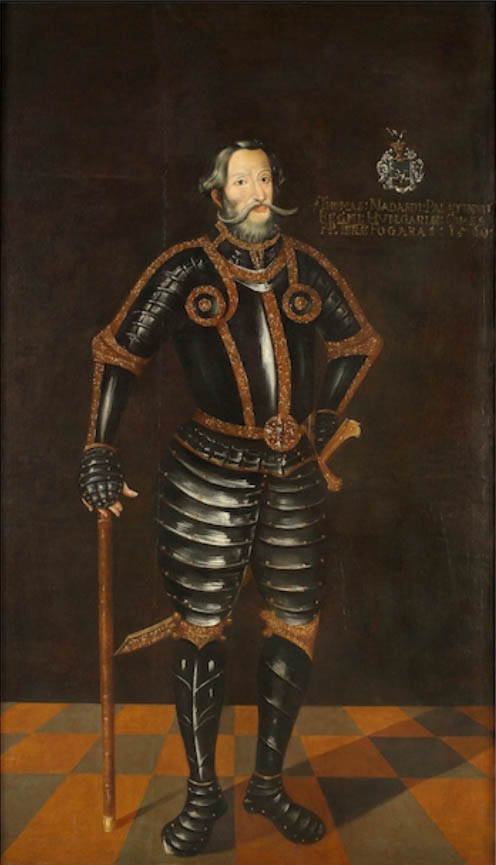
Palatin Tamás Nádasdy